# Prémios Sophia de 2016
A 5.ª Edição dos Prémios Sophia ocorreu a 13 de maio de 2016, no Centro Cultural de Belém, em Lisboa. Os nomeados foram revelados no dia 7 de abril de 2016. A cerimónia foi apresentada por Ana Bola e transmitida em direto na RTP2.

## Vencedores e nomeados
NotaOs vencedores estão destacados a negrito.
| Melhor filme | Melhor realizador |
| --- | --- |
| - Amor Impossível, de António-Pedro Vasconcelos (MGN Filmes) - Montanha, de João Salaviza (Filmes do Tejo II) - Yvone Kane, de Margarida Cardoso (Filmes do Tejo II) - As Mil e Uma Noites - Volume 2, O Desolado, de Miguel Gomes (O Som e a Fúria) | - Margarida Cardoso, por Yvone Kane - António-Pedro Vasconcelos, por Amor Impossível - João Salaviza, por Montanha - Miguel Gomes, por As Mil e Uma Noites - Volume 2, O Desolado |
| Melhor ator principal | Melhor atriz principal |
| - José Mata, em Amor Impossível - Gonçalo Waddington, em Capitão Falcão - Adriano Luz, em As Mil e Uma Noites - Volume 1, O Inquieto - David Mourato, em Montanha                                                                                    | - Victoria Guerra, em Amor Impossível - Beatriz Batarda, em Yvone Kane - Isabel Ruth, em Se Eu Fosse Ladrão, Roubava - Soraia Chaves, em Amor Impossível                          |
| Melhor ator secundário | Melhor atriz secundária |
| - José Pinto, em Capitão Falcão - Carlos Malvarez, em Amor Impossível - José Martins, em Amor Impossível - David Chan Cordeiro, em Capitão Falcão | - Carla Chambel, em Se Eu Fosse Ladrão, Roubava - Maria D’Aires, em Amor Impossível - Maria João Pinho, em Montanha - Lia Carvalho, em Amor Impossível                            |
| Melhor argumento original | Melhor fotografia |
| - João Leitão e Nuria Leon Bernardo, por Capitão Falcão - João Salaviza, por Montanha - Margarida Cardoso, por Yvone Kane - Tiago Santos, por Amor Impossível                                                                                        | - Acácio de Almeida, por Se Eu Fosse Ladrão, Roubava - João Ribeiro, por Yvone Kane - André Szankowski, por Cosmos - Miguel Sales Lopes, por Amor Impossível                      |
| Melhor montagem | Melhor direção de arte |
| - Edgar Feldman e João Salaviza, por Montanha - João Braz, por Yvone Kane - Pedro Ribeiro, por Amor Impossível - Mário Melo Costa, por Capitão Falcão                                                                                                | - Nuno Tomaz, Mário Melo Costa e João Leitão, por Capitão Falcão - Ana Vaz, por Yvone Kane - Clara Vinhais, por Amor Impossível - Rui Alves, por O Pátio das Cantigas             |
| Melhor som | Melhor banda sonora original |
| - Vasco Pedroso, Branko Neskov e Elsa Ferreira, por Amor Impossível - Hugo Leitão, por Capitão Falcão - Olivier Blanc, por Montanha - Elsa Ferreira e Pedro Ricardo Nunes, por Yvone Kane                                                            | - Pedro Marques, por Capitão Falcão - José M. Afonso, por Amor Impossível - Norberto Lobo, por Montanha - Nuno Malo, por O Pátio das Cantigas                                     |
| Melhor guarda-roupa | Melhor maquilhagem e cabelos |
| - Isabel Quadros, por Capitão Falcão - Nádia Henriques, por Yvone Kane - Silvia Grabowski e Lucha D’Orey, por As Mil e Uma Noites - Volume 2, O Desolado - Mia Lourenço, por Amor Impossível                                                         | - Helena Gonçalves, por Capitão Falcão - Emmanuelle Fèvre e Ramona, por Yvone Kane - Susana Correia e Sandra Meleiro, por Amor Impossível - Íris Peleira, por Cosmos              |
| Melhor documentário em longa-metragem | Melhor documentário em curta-metragem |
| - Para-me de Repente o Pensamento, de Jorge Pelicano - Volta à Terra, de João Pedro Plácido - Alto Bairro, de Rui Simões - Portugal - Um Dia de Cada Vez, de João Canijo e Anabela Moreira                                                           | - Fora da Vida, de Filipa Reis e João Miller Guerra - Atopia, de Luís Azevedo e Alexandre Marinho - A Torre, de Salomé Lamas - África Abençoada, de Aminata Embalo                |
| Melhor curta-metragem de ficção | Melhor curta-metragem de animação |
| - Rampa, de Margarida Lucas - O Rebocador, de Jorge Cramez - Aula de Condução, de André Santos e Marco Leão - A Glória de Fazer Cinema em Portugal, de Manuel Mozos                                                                                  | - Amélia & Duarte, de Alice Guimarães e Mónica Santos - Nossa Senhora da Apresentação, de Abi Feijó - Vígil, de Rita Cruchinho Neves - O Campo à Beira Mar, de André Ruivo        |

### Melhor Sophia Estudante
- Terra Mãe, de Ricardo Couto
  - Afrodite, de Gonçalo Nobre de Almeida
  - Ghiocel, de Mara Ungureanu
  - Palhaços, de Pedro Crispim

### Prémios de carreira
- Carmen Dolores (atriz)
- Fernando Costa (chefe eletricista, operador de câmara, diretor de fotografia, produtor e fundador da Cinemate)

## Nomeações e prémios múltiplos
| Nomeações | Filmes                                     |
| --------- | ------------------------------------------ |
| 17        | Amor Impossível                            |
| 10        | Capitão Falcão                             |
| 10        | Yvone Kane                                 |
| 8         | Montanha                                   |
| 3         | As Mil e Uma Noites - Volume 2, O Desolado |
| 3         | Se Eu Fosse Ladrão, Roubava                |
| 2         | Cosmos                                     |
| 2         | O Pátio das Cantigas                       |

| Prémios | Filmes                      |
| ------- | --------------------------- |
| 6       | Capitão Falcão              |
| 4       | Amor Impossível             |
| 2       | Se Eu Fosse Ladrão, Roubava |